# ブーメラン

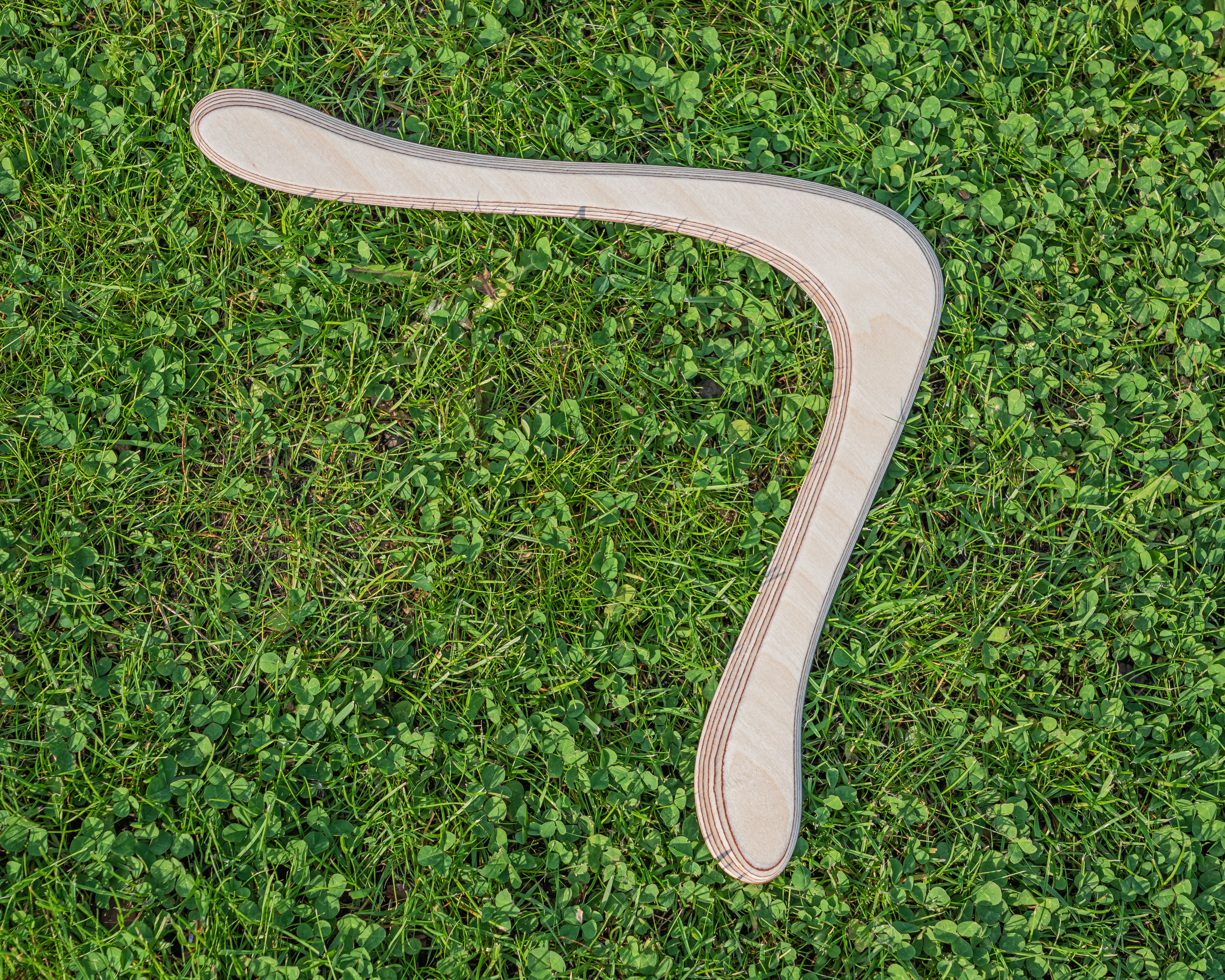
典型的な木製ブーメラン

ブーメラン（boomerang）は、狩猟やスポーツに使われる棍棒の一種。かつては飛去来器とも訳された民具である。大型のものを除けば、手で投げて飛ばすことができる。投げた後にある程度の距離を飛行し手元に帰ってくる種類が特に有名であり、一般にブーメランといえばこの種のものが連想される。1950年代後半から1970年代前半の日本では駄菓子屋でプラスチック製のブーメランが子供のおもちゃとして好評を博し、60年代の特撮作品『怪獣王子』で主人公の少年が使う大型の武器として採用されたり、小学館の子供向け雑誌などにも紙製ブーメランが付録として添付されるなど、子供を中心に日本でもなじみの深い玩具として浸透した。
手元に返ってくるというものから、比喩として「何らかの行動に対してリターンやリスクが返ってくる」、「返却されて戻ってくる」ということを「ブーメラン効果」といい、単に「ブーメラン」とも表現される。近年では、「自分にも当てはまっている事を棚に上げて他人の問題点を偉そうに批判している事」も「ブーメラン」と表現される事が多い（ただし後述の通り、戻る機能はブーメランの必須条件ではない。）。

## 特徴
- 回転して飛行する。
- 他の道具を使わずに手で投げられるものの中では飛行時間・飛行距離が長い。
- 手元に帰ってくるタイプのものは、翼面を立てて投げ、円形の軌跡を描き、水平になって戻る（つまり真正面へ投げた場合は円軌跡を描きながら、投者の真後ろへ戻ってくる。一般にイメージされるようなUターンをして戻ってくる訳ではない）。この場合、回転方向と同じ向きの弧を描いて飛行する。

## 歴史

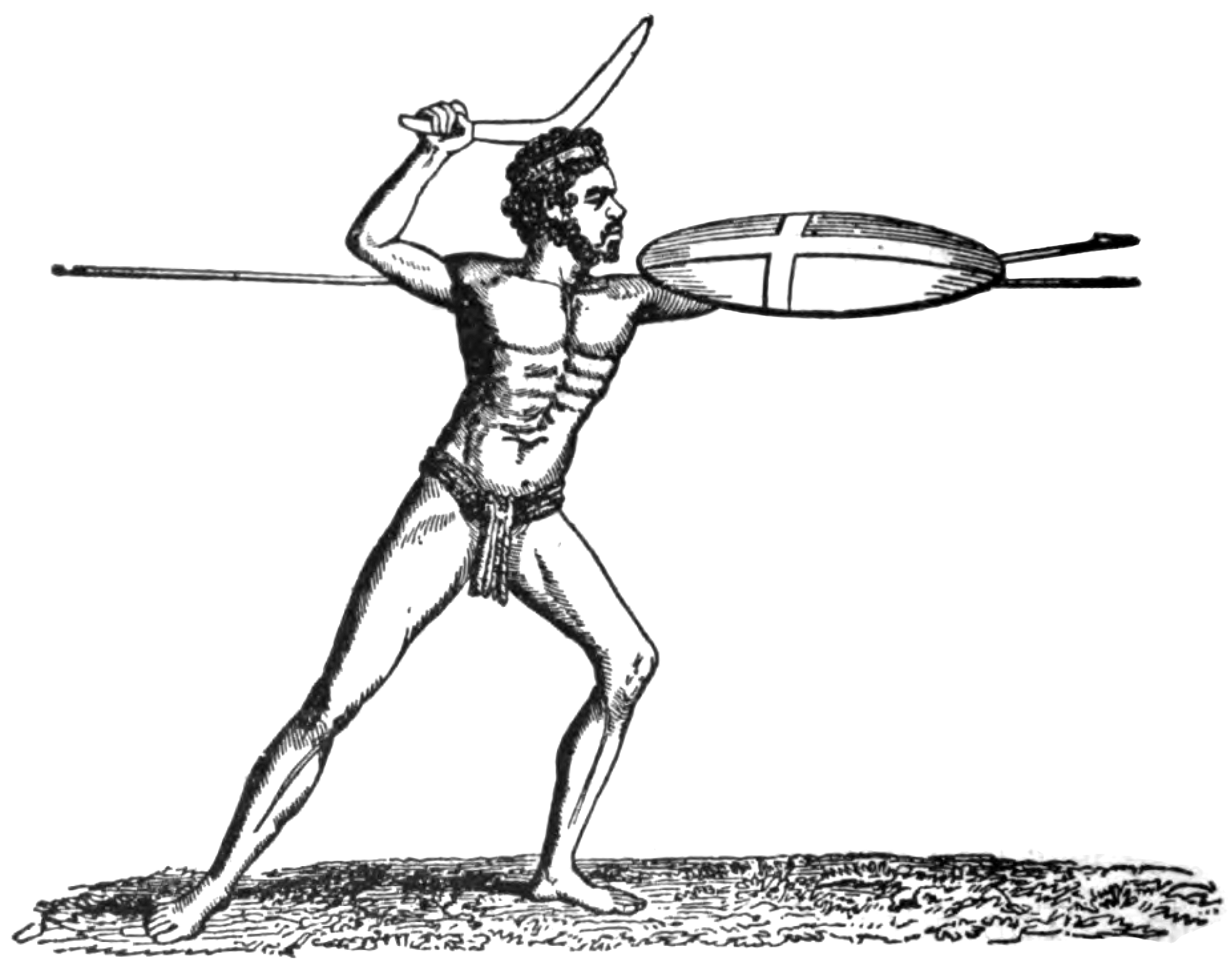
チャールズ・アースキンによる、ブーメランを投げるアボリジニのイラスト

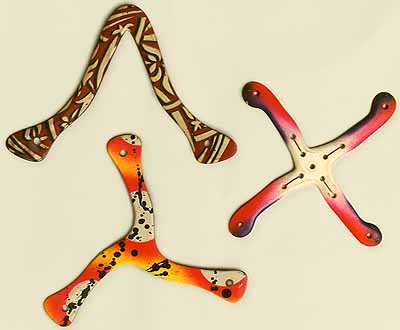
多様な形状のスポーツ・ブーメラン

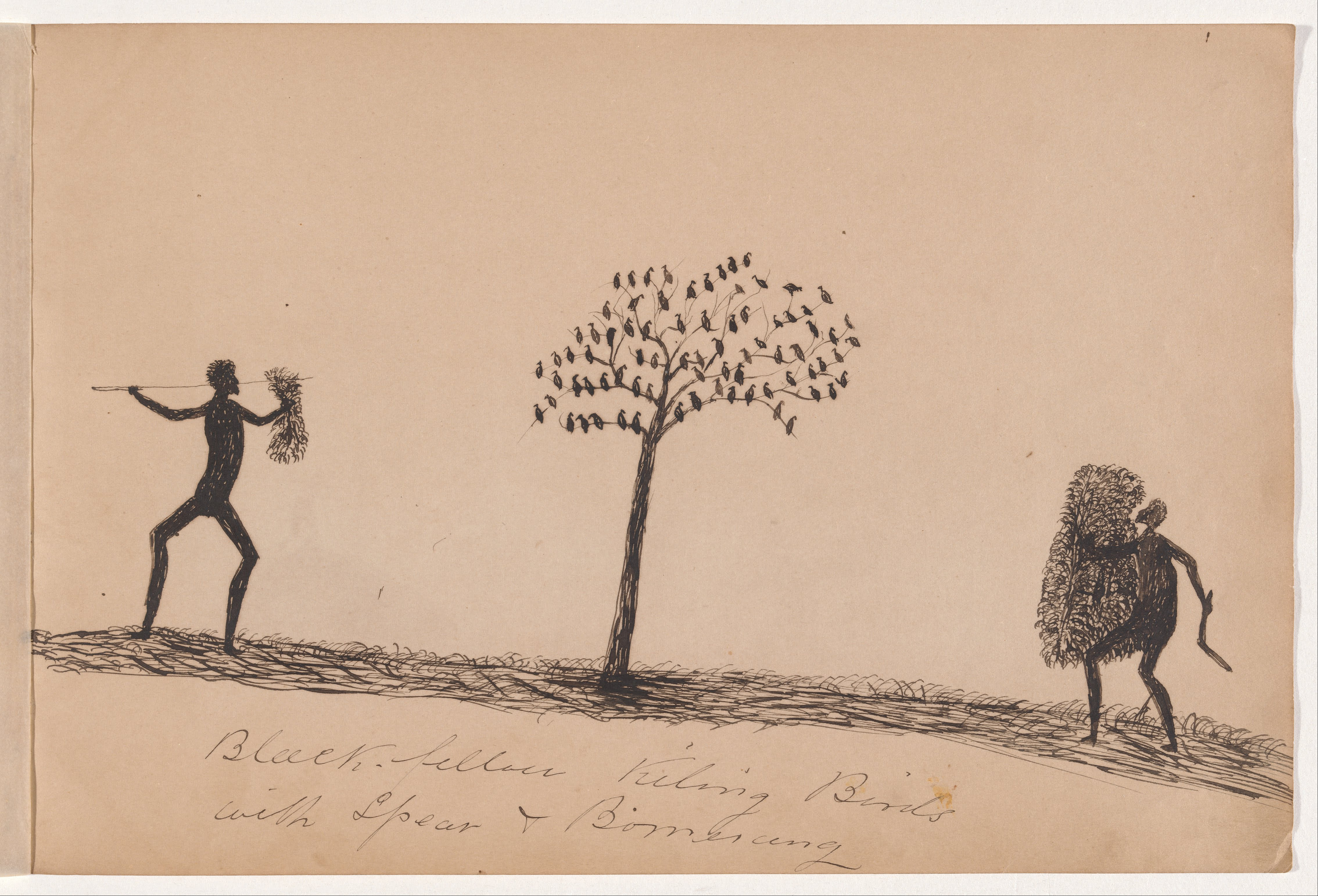
投槍とブーメランで鳥を狩ろうとしているアボリジニを描いたスケッチ

オーストラリアのアボリジニが狩猟や儀式などに使っていたものが有名だが、ブーメランに類したものは、アフリカやヨーロッパの岩絵や遺跡に描かれている。ブーメラン自体は木製で、古いものは土中から発見されていないが、岩絵や遺跡の年代からその歴史は紀元前まで遡れるようである。アッシリアの壁画から当時、ブーメランは兵士の標準的装備品であったことが分かる。インドにおいては近世まで使用された。
オーストラリアのアボリジニの物が有名である。一般に考えられる「手元に戻ってくる」物がブーメランであり、さらに重く大きな運動エネルギーを持たせた狩猟用の「手元までは戻ってこない」物はカイリー（kylie）またはカーリ（karli）、と呼ばれる。
世界の他地域では弓矢の導入で廃れたが、アボリジニ社会では、武具、儀礼具、拍子木、掘り棒など、用途に応じてさまざまな形に発達した。220年前に入植した白人は回帰型の不思議に魅せられ、このブーメランを19世紀以降オーストラリア全体のシンボルとした。「またお越し」「安全に帰る」との意味で、ホテル・交通機関・爆撃機のシンボルにも使い始めた。現在は世界中で競技会もあるが、アボリジニは自らのアイデンティティ回復のために、汎アボリジニ・シンボルとして再活用し始めている。
弓矢や銃の登場により、ブーメラン（カイリー）は姿を消し始めるが、近年において、ブーメランは原理的にプロペラと同一のものとして扱われ、装飾品あるいは玩具、または競技用として親しまれるようになった。
日本では、1830年に発生した牟岐浦異国船漂着事件にてイギリス船（オーストラリアに送り込まれた流刑囚がイギリス船を奪取したもの）から、日本初のブーメランの投擲を受けている。

## 構造

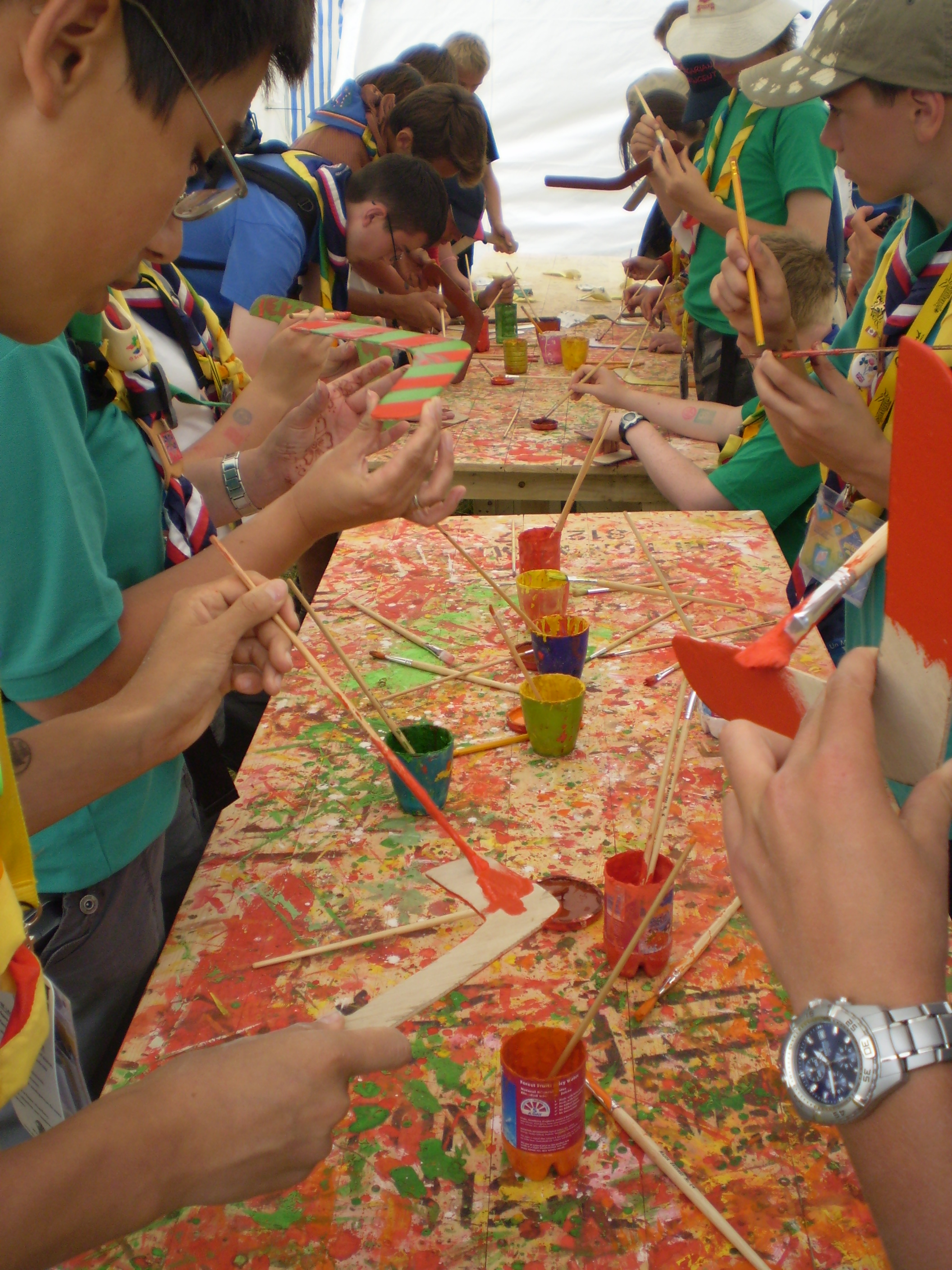
世界スカウトジャンボリーで、自作のブーメランを作る少年たち

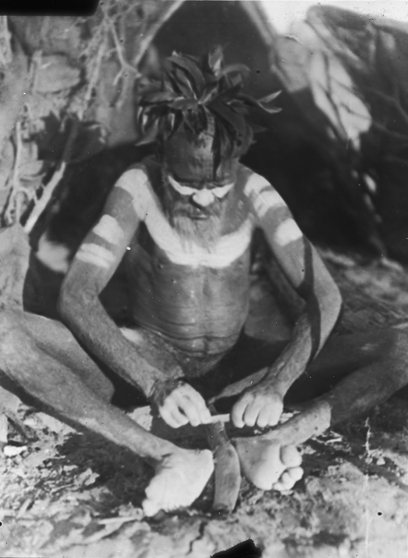
石でブーメランを磨くアボリジニの男性

材質は木材か、同程度の比重をもった人工素材が主である。しかし、手軽な紙コップや型紙等でも作成できる。
形状は「く」の字型になっているものがよく知られているが、これ以外にも十字型や三角形の環状のものなどがある。いずれも板状であるが、さらにその断面を見れば、片面は平らでもう一方はふくらみをもっており、飛行機などの翼に近いものである。

## 飛行の原理

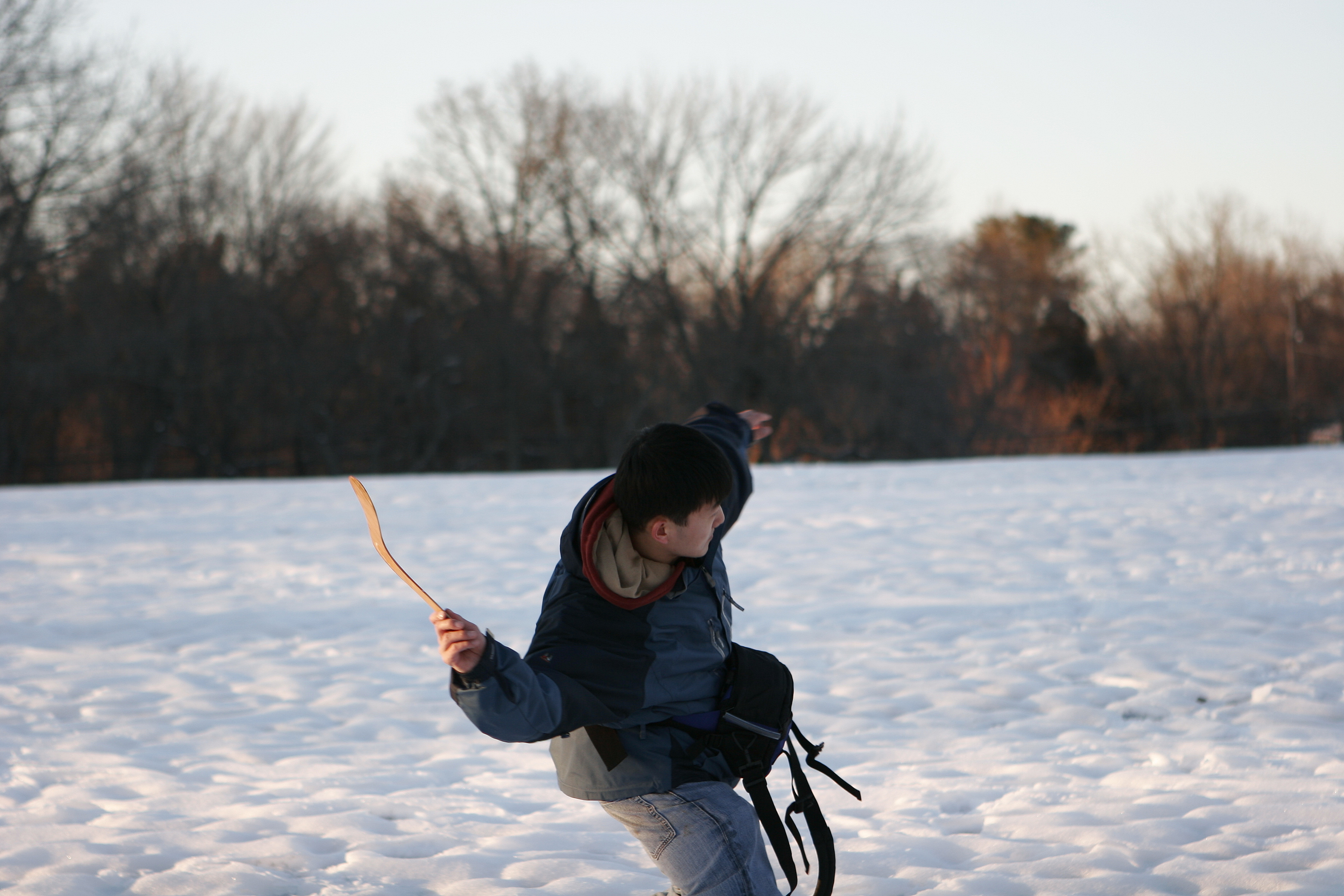
ブーメランを投げる瞬間

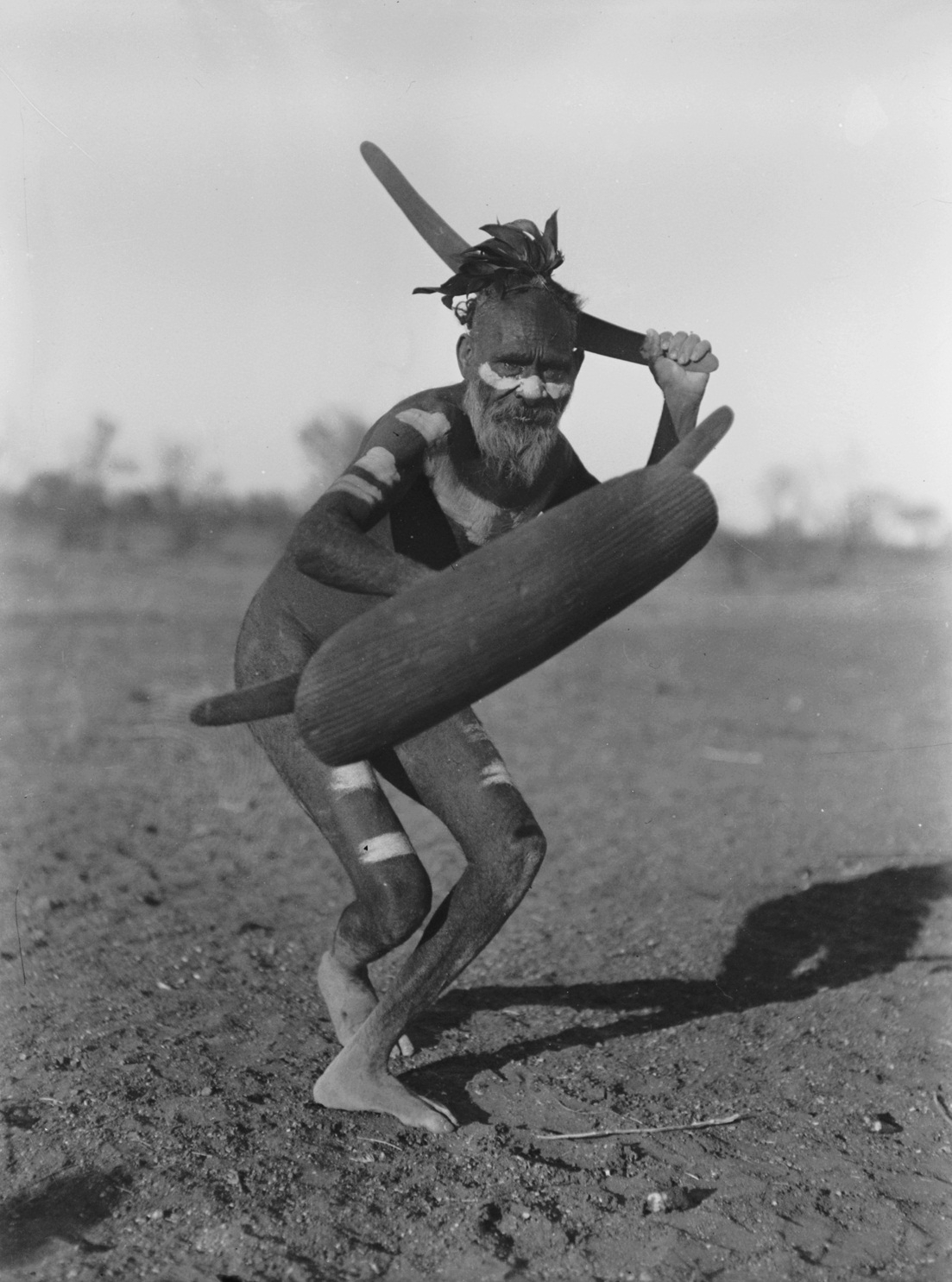
ブーメランを構えるアボリジニの男性

投げ出されたブーメランは、自転しながら大きな円軌道を描いて戻ってくる。その飛行原理を理解するには、自転するブーメランに働く揚力と、飛行中のブーメランが自転軸の方向を変え続ける様子をそれぞれ考えるとよい。
ブーメランは大気中で自転すると、竹とんぼやヘリコプターのローターと同様、回転面に垂直な向きに揚力を発生させる。飛行中のブーメランは、回転面を傾けて揚力が斜め上方を向くような姿勢で自転している。この状態で、斜め上方を向いた揚力の鉛直上向き成分が自重を支え、水平方向の成分がブーメランの軌道を曲げながら飛行する。もしもこの状態のブーメランが自転軸の方向を変化させなければ、ブーメランは水平面内の放物線軌道を描きながら横方向に飛び去ってしまうことになるが、実際には後述するような歳差運動などによって自転軸の方向が変化し、揚力の水平方向の成分はブーメランが円軌道を描くように向きを変えつつ向心力として働くことになる。また、ブーメランの自転によってジャイロ剛性が生じ、安定した姿勢を保つことができる。
自転するブーメランに揚力が働くのは、その翼断面が、いわゆる一般的な翼と同様に上面が膨らんで下面が平らか、上面が凸となるように沿った形状（キャンバー、矢高）をしているからである。この構造によって、効率的に上面側に揚力が発生するようになっている。また、更に工夫されたブーメランになると、翼上面を乱流境界層で覆わせるために少し凸凹がつけられたり、独特な翼断面形状を採用しているものもある。

### 自転軸の方向が変化する仕組み
自転軸の方向が変化する仕組みを理解するには、剛体回転運動に生ずる歳差運動（プリセッション運動）を理解する必要がある。これは、自転する円盤に、その自転軸と直交した軸周りにトルクを加えた場合、円盤自転軸とトルク印加軸それぞれに垂直な軸周りに回転運動をするというものである。今、回転とその向きを右ネジの原理（右ネジをねじ込む際にネジが進む向きを回転の向きとする定義）で考えた場合、プリセッションによる回転の向きは、自転軸の向きをトルク軸へ合わせるように回転させた場合に一致する。別の表現をすると、右手で親指、人さし指、中指をそれぞれ直交するような状態（フレミングの右手の法則のような）にしたとき、人さし指が自転軸の向き、中指がトルク印加軸の向き、親指がプリセッションの向きとなる。
ブーメランがその自転面を垂直から少し傾いた状態で飛行している場合、ブーメランの翼に当たる相対風は自転面内で異なる。すなわち、ブーメランの自転により瞬間的な翼の運動の向きが進行方向に一致している部分（翼の前進側）と、進行方向と逆行している部分（翼の後退側）が現れる。すると、翼の前進側では相対風が大きいことにより揚力が大きくなり、翼の後退側は揚力が小さくなる。ここで想定しているブーメランの飛行状態では、上半分が翼の前進側で揚力が大きくなり、下半分が翼の後退側で揚力が小さくなる。すると、ブーメラン自転面の上端を自転軸向き側に回転させようとするトルク（トルク印加軸の向きは進行の向きと逆向き）が発生する。このトルクで、自転軸の向きがトルク印加軸の向きへ向かって回転するようなプリセッション運動が誘起される。
以上より、ブーメランの剛体としての回転運動と揚力の水平成分の組合わせによる向心力により、ブーメランは旋回軌道を描くことになる。
また、ブーメラン自転面の前方半面（上流側の半面）で発生する揚力の影響で、後方半面（下流側の半面）でのブーメランの翼の迎え角は相対的に小さくなり、後方半面で発生する揚力が前方半面よりも小さくなる。これによってちょうど上記のプリセッション運動の向きのトルクが印加されることになり、このトルクによるプリセッション運動は、ちょうどブーメランの自転面が水平で自転軸が上向になるような回転運動となる。
以上のようなもう1つのプリセッション運動が、旋回して手元に戻って来たブーメランが水平ホバリングするような挙動を示す要因であるとされる。
オーストラリアのアボリジニのブーメランは、その翼端がひねってあるのが特徴である。これによって、他のブーメランにはない複雑な軌道を描くことができる。
なお、詳細な理論的分析はまだ不明であるが、2008年3月に宇宙の無重力下（微小重力下）でも地球上と同様にブーメランは手元に戻ってくる運動現象が、土井隆雄宇宙飛行士が国際宇宙ステーション米国実験棟「デスティニー」の基地内で行った実証実験により確認された。本実験は土井の知人であり2006年にブーメランの競技の一つであるオーストラリアンラウンド種目で、世界1位となった栂井靖弘の提案・依頼に基づくものである。栂井は、出立前に土井に投げ方を指導の上、直径13cmと20cmの紙製ブーメラン2種類を託していた。

## 伝説

### オーストラリア
空の高さが低く人々が空と地面の隙間を這って生きていた遥か昔、ある老いた族長が魔法の池の水を飲むと、池から真っ直ぐな美しい棒が現れた。族長は立ち上がれるようにするためその棒を使って空を今の高さまで押し上げた。すると木は高く伸び、ポッサムは木の枝を走り回り、カンガルーは跳ね始めた。しかし真っ直ぐだった棒は曲がってしまった。族長は曲がってしまった棒を不要なので遠くに投げ捨てたが、曲がった棒はなぜか戻ってきた。こうしてブーメランが生まれた。